# Syzygium
Syzygium P. Browne ex Gaertn., 1788 è un genere di piante appartenente alla famiglia delle Myrtaceae, originario delle zone tropicali e subtropicali di Africa, Asia e Oceania. È l'unico genere della tribù Syzygieae.

## Descrizione

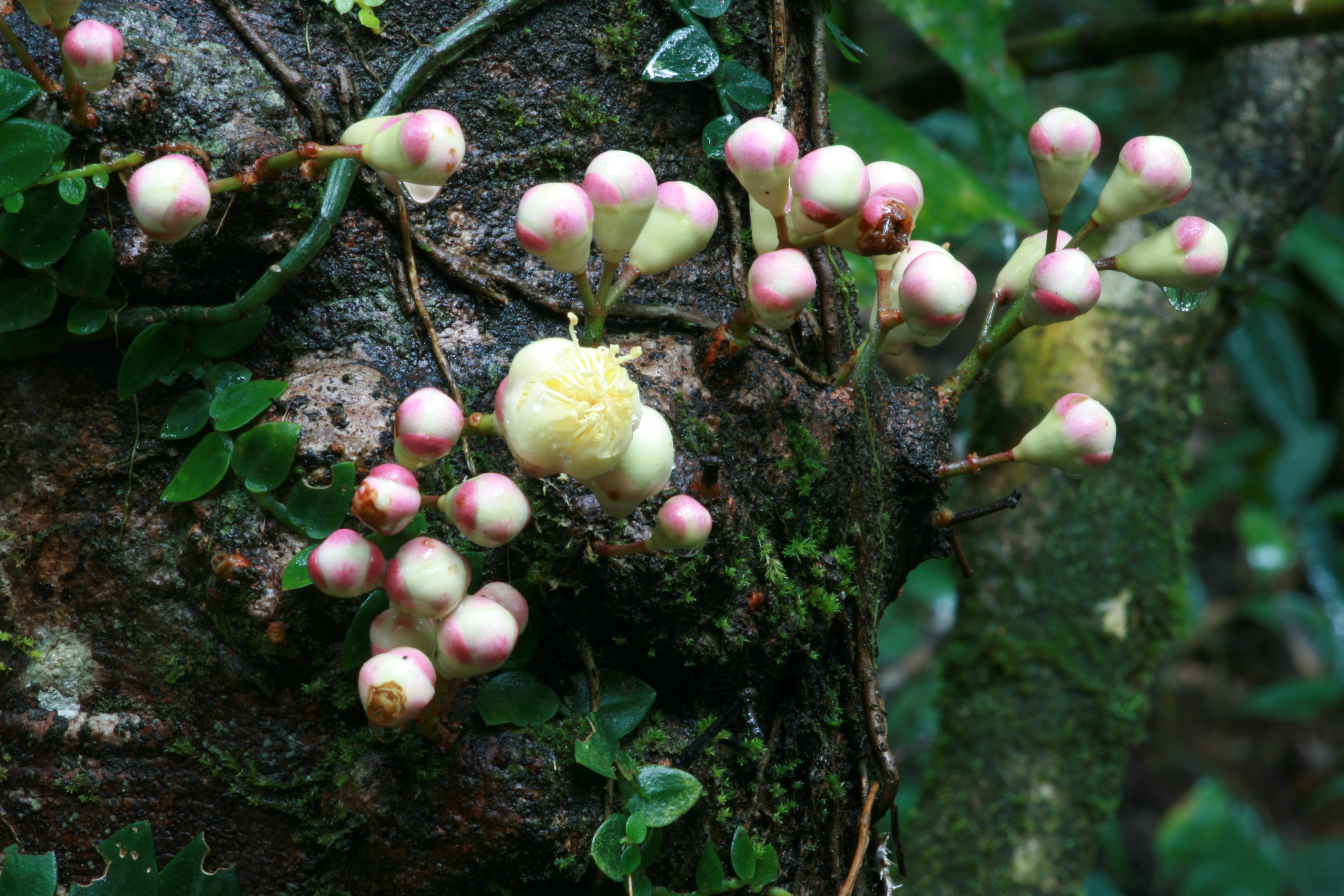
Un Syzygium della foresta umida australiana di tipo cauliflore

La maggior parte delle oltre 1000 specie hanno foglie sempreverdi. Una buona parte di queste sono coltivate soprattutto come piante ornamentali a causa della bellezza del fogliame e dei fiori. Alcune specie producono anche frutti commestibili che possono essere consumati freschi o in confetture. La specie commercialmente più importante è S. aromaticum, che produce la spezia nota come chiodo di garofano.

## Distribuzione e habitat
La diffusione di questo genere si trova nelle regioni tropicali e sub-tropicali del Mondo Antico, con una maggior differenziazione nel Sud-Est Asiatico e in Australia. Studi genetici lo hanno rivelato piuttosto prossimo al genere Eugenia che è invece diffuso nel Nuovo Mondo. Alcuni botanici ritengono che il genere Syzygium debba essere incorporato nel genere Eugenia.

## Tassonomia
All'interno del genere Syzygium sono incluse 1193 specie, tra le quali si riportano alcune delle più note:
- Syzygium aqueum (Burm.f.) Alston
- Syzygium australe (J.C.Wendl. ex Link) B.Hyland
- Syzygium aromaticum (L.) Merr. & L.M.Perry
- Syzygium buxifolium Hook. & Arn.
- Syzygium cordatum Hochst. ex Krauss
- Syzygium cumini (L.) Skeels
- Syzygium curranii (C.B.Rob.) Merr.
- Syzygium eucalyptoides (F.Muell.) B.Hyland
- Syzygium forte (F.Muell.) B.Hyland
- Syzygium grande (Wight) Wight ex Walp.
- Syzygium guineense (Willd.) DC.
- Syzygium jambos (L.) Alston
- Syzygium luehmannii (F.Muell.) L.A.S.Johnson
- Syzygium malaccense (L.) Merr. et Perry
- Syzygium oblatum (Roxb.) Wall. ex A.M.Cowan & Cowan
- Syzygium oleosum (F.Muell.) B.Hyland
- Syzygium operculatum (Roxb.) Nied. (sin. Syzygium nervosum)
- Syzygium paniculatum Gaertn.
- Syzygium polyanthum (Wight) Walp.
- Syzygium polycephaloides (C.B.Rob.) Merr.
- Syzygium polycephalum (Miq.) Merr. & L.M.Perry
- Syzygium pycnanthum Merr. & L.M.Perry
- Syzygium racemosum (Blume) DC. (sin. Syzygium javanicum Miq.)
- Syzygium samarangense (Blume) Merr. & L.M.Perry
- Syzygium sandwicense (A.Gray) Müll.Stuttg.
- Syzygium smithii (Poir.) Nied.
- Syzygium suborbiculare (Benth.) T.G.Hartley & L.M.Perry
- Syzygium tetragonum (Wight) Wall. ex Walp.
- Syzygium zeylanicum (L.) DC.

## Galleria d'immagini

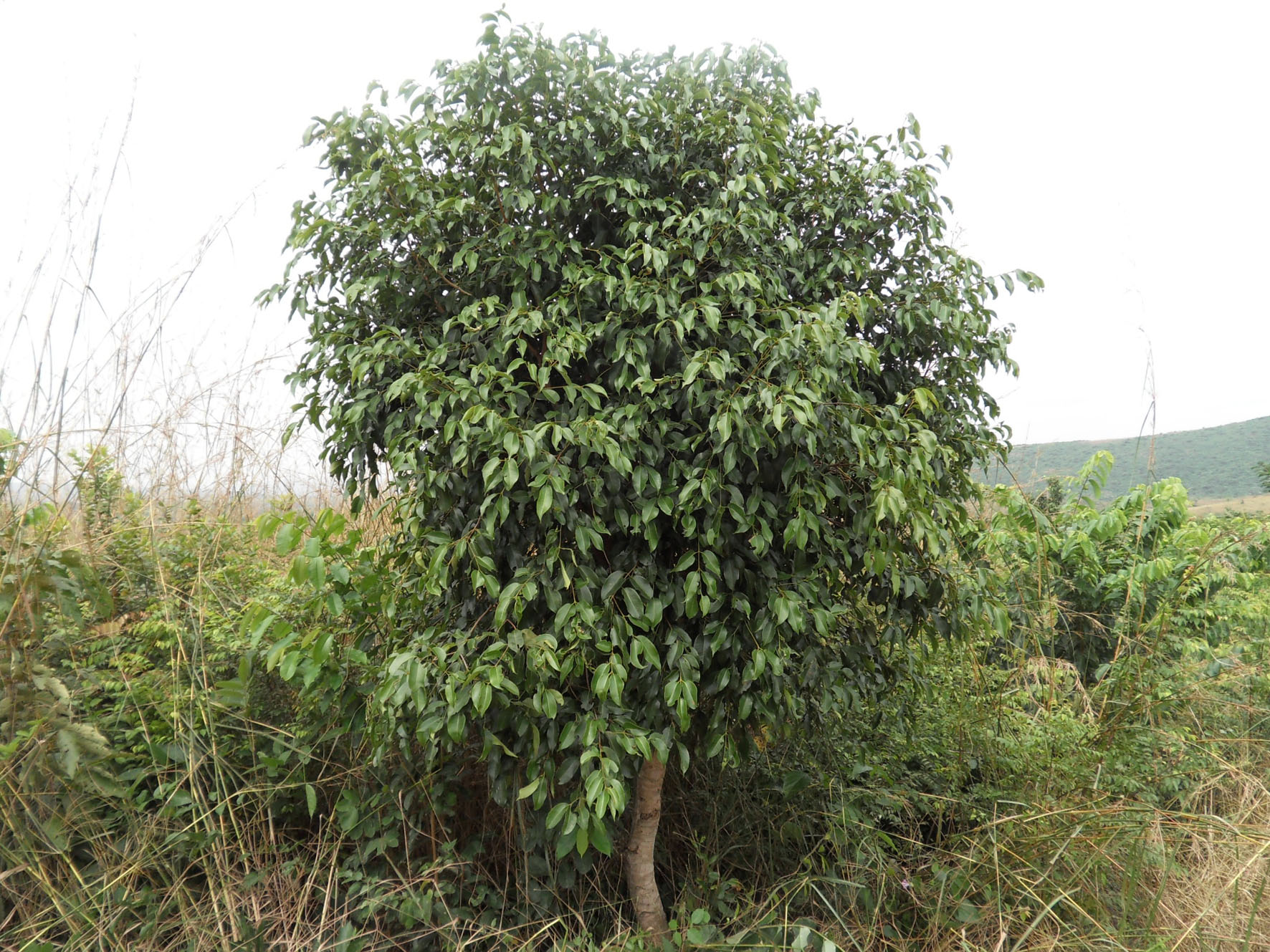
Esemplare di Syzygium guineense.
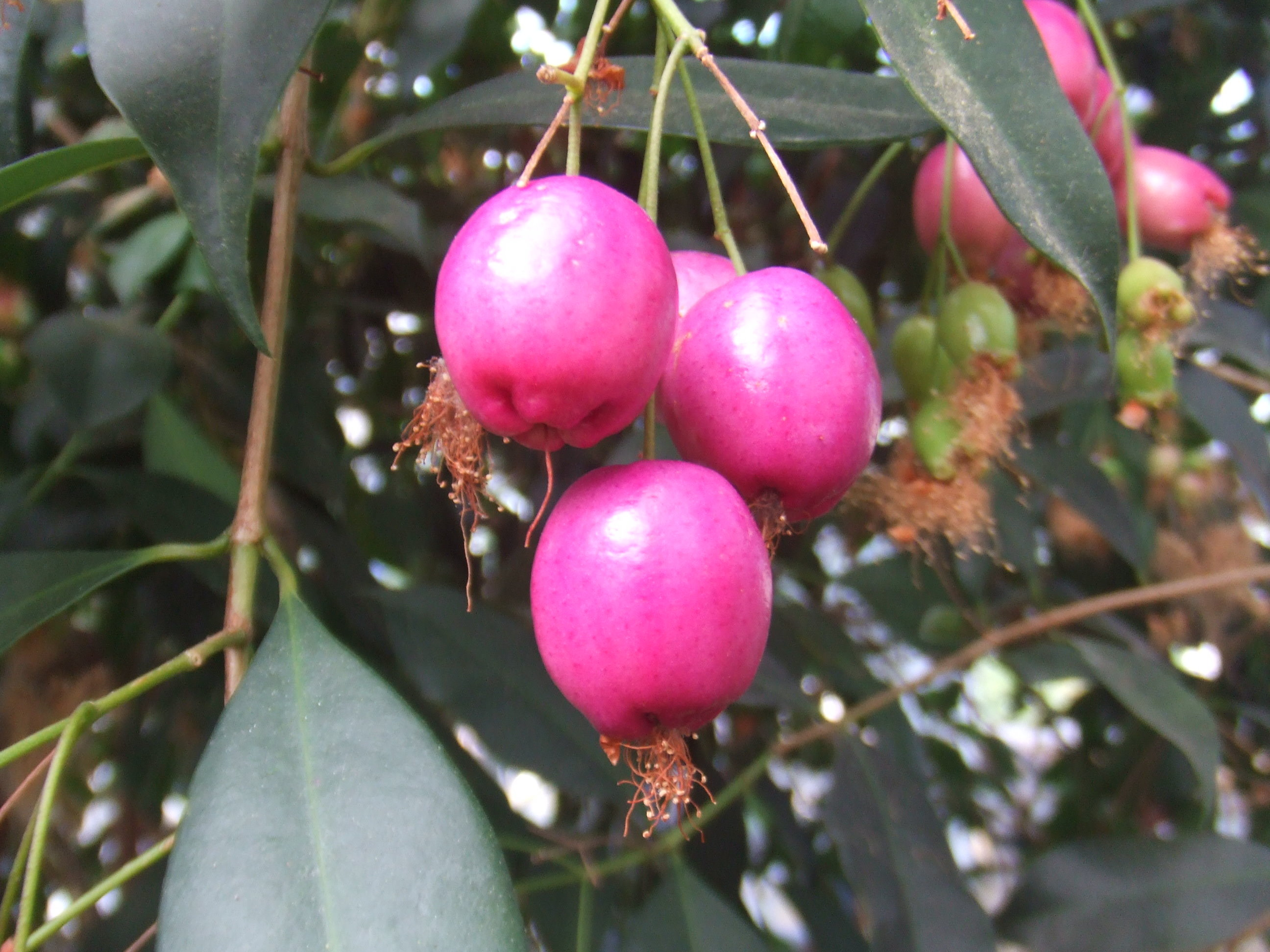
Syzygium paniculatum
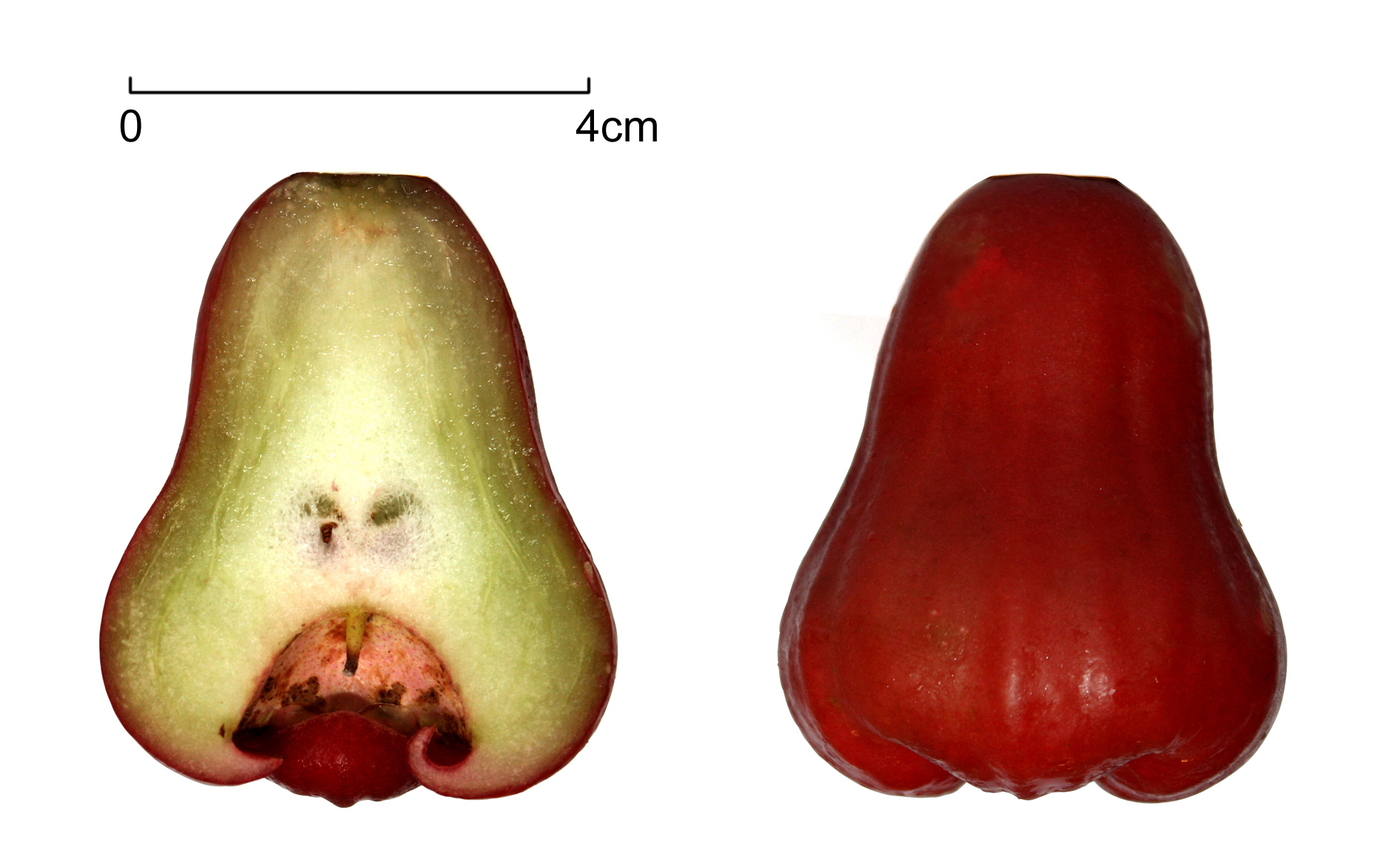
Syzygium samarangense, con frutto tagliato.
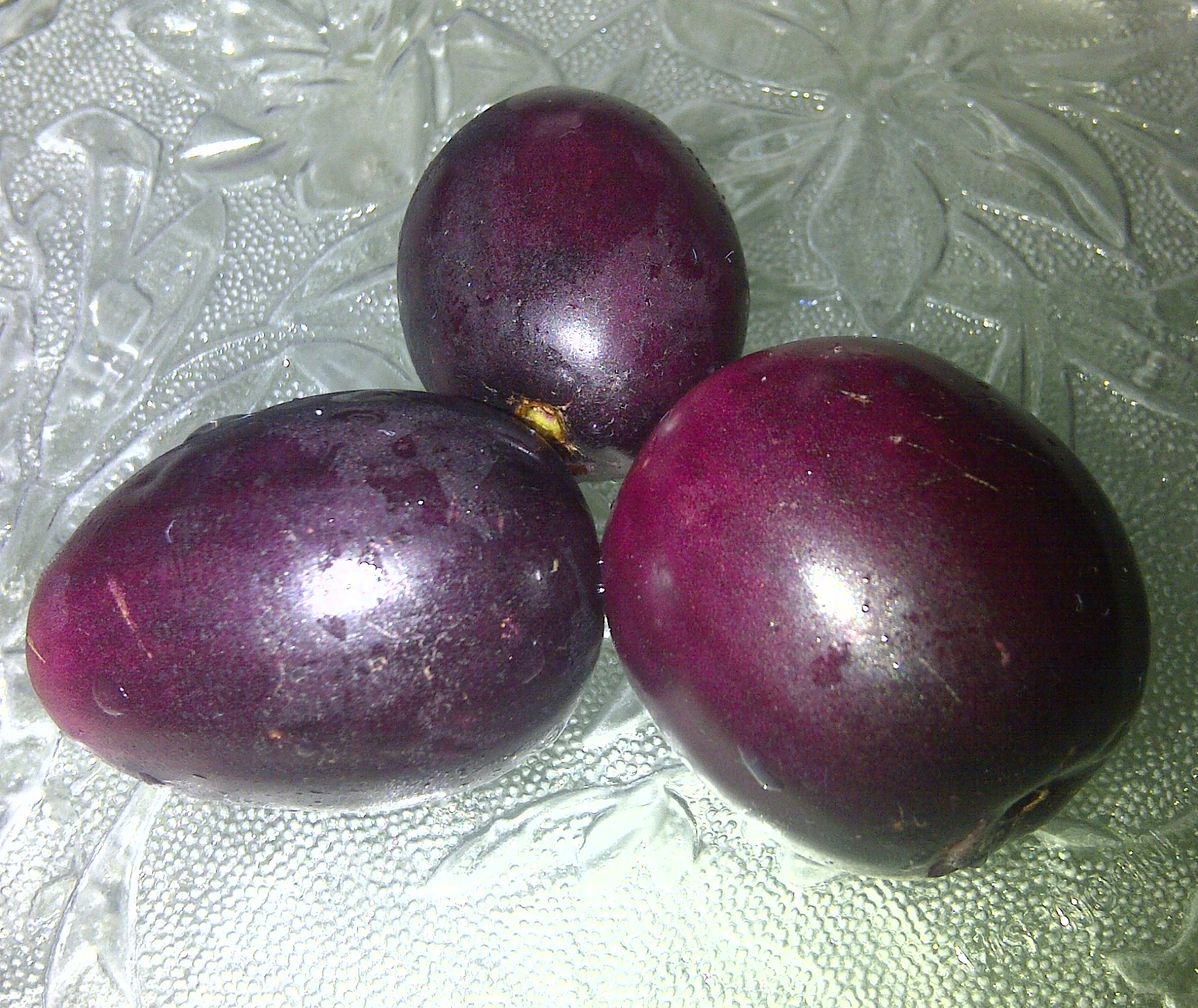
Syzygium cumini in Kohat Pakistan.